# هویرهاگن
هویرهاگن (به آلمانی: Hoyerhagen) یک شهر در آلمان است که در Nienburg واقع شده‌است. هویرهاگن ۱٬۰۵۵ نفر جمعیت دارد.